# فيكتور بورجوس
فيكتور بورجوس (بالإسبانية: Víctor Burgos)‏ مواليد 10 أبريل 1974 في ولاية سينالوا، المكسيك، هو ملاكم محترف مكسيكي يصنف ضمن فئة وزن الذبابة. حقق بطولة الاتحاد الدولي للملاكمة.

## المسيرة الاحترافية
من نزالاته:
- خسر أمام فيك دارتشينيان بالضربة الفنية القاضية (03-03-2007).
- خسر أمام جاكوب ماتلالا بقرار فني (20-02-1998).
- انتصر على خورخي آرسي (12-12-1997).

## إحصائيات
خاض خلال مسيرته 57 نزالا، فاز في 39 وتعادل في 3 وخسر في 15. فاز بالضربة القاضية في 23 نزالا.

## روابط خارجية
- فيكتور بورجوس على موقع بوكس ريك (الإنجليزية) (registration required)